# Freca
Freca (? - 2754 T. E.) es un personaje ficticio que pertenece al legendarium creado por el escritor británico J. R. R. Tolkien y cuya historia es narrada en los apéndices de la novela El Señor de los Anillos. Es un hombre rico de origen rohir y dunlendino, presuntamente emparentado con la casa de Eorl como descendiente del rey Fréawine, consejero eventual del rey de Rohan en los tiempos de Helm. Su aspecto físico se caracterizaba por el cabello negro y su "ancha cintura". Sus tierras se ubicaban a ambos lados del río Adorn, el cual marcaba el límite oeste de Rohan.
Freca tenía intenciones de que su hijo Wulf se casara con la hija del rey Helm. Con este objetivo, marchó a Edoras (capital de Rohan) con una gran hueste de hombres, a solicitar el permiso del rey. La petición no fue vista con buenos ojos por el rey y se inició una disputa en la que Freca insultó y amenazó al Helm. Terminada la reunión salieron fuera y el propio Helm le asestó un terrible puñetazo dándole muerte de manera inmediata, gracias a lo cual ganó el apodo de Helm Mano de Hierro. Acto seguido proclamó a al hijo de Freca y al resto de sus parientes enemigos del rey.
Cuatro años más tarde Wulf, hijo de Freca, marchó nuevamente hacia Edoras al mando de una gran hueste de dunlendinos en busca de venganza, y la obtuvo, apropiándose del trono de Rohan.